# Nyssa sinensis
Nyssa sinensis är en kornellväxtart som beskrevs av Daniel Oliver. Nyssa sinensis ingår i släktet Nyssa och familjen kornellväxter. Inga underarter finns listade i Catalogue of Life.

## Bildgalleri

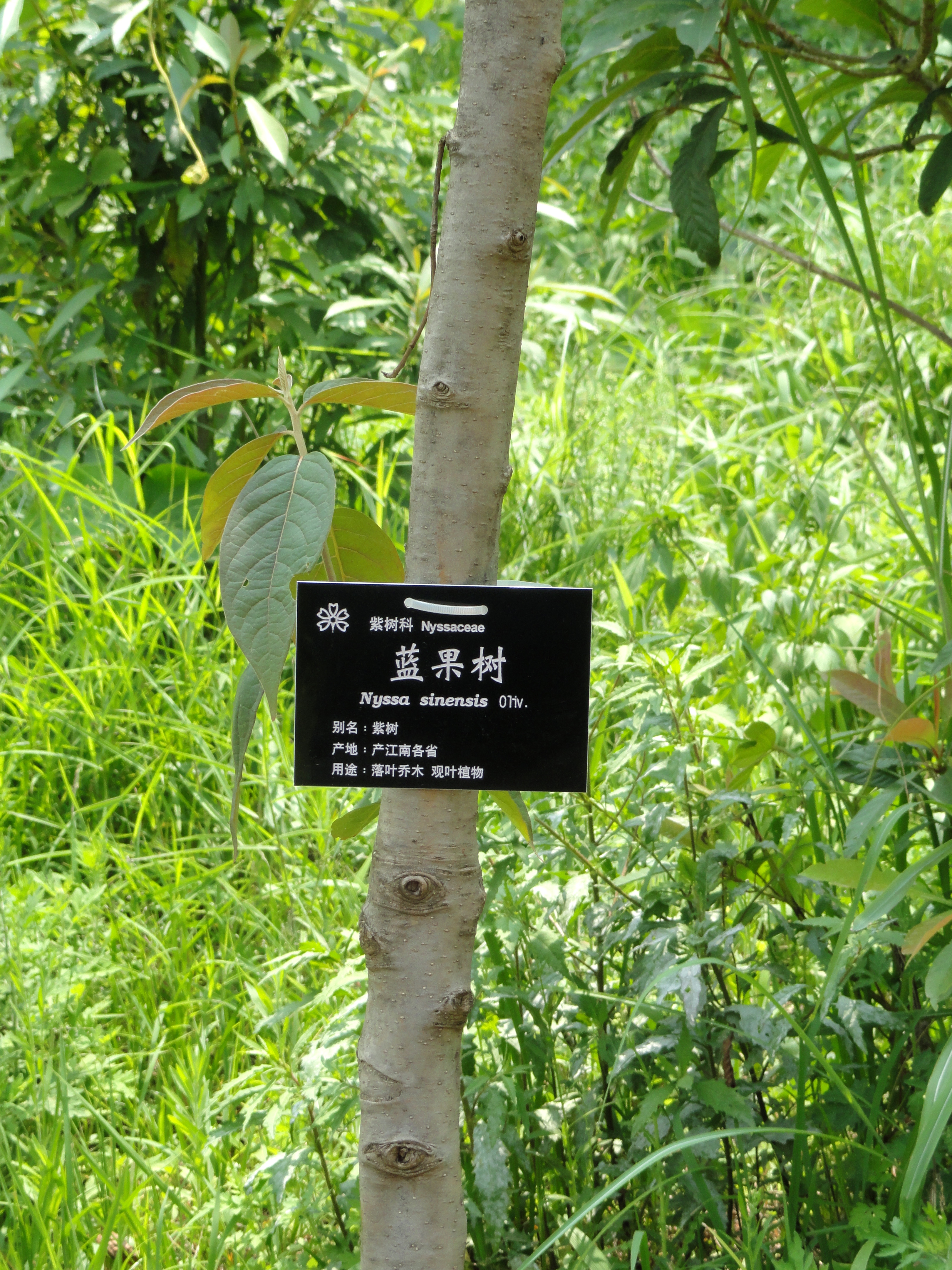